# Иван Карамазов
Ива́н Фёдорович Карама́зов — вымышленный литературный персонаж романа Фёдора Михайловича Достоевского «Братья Карамазовы». Средний сын Фёдора Павловича Карамазова, брат Дмитрия и Алёши.

## Образ
Средний сын своего отца, Фёдора Павловича Карамазова, первый его сын от второго брака. Горячий рационалист. Ивану 23 года. Писатель сравнивает Ивана с Фаустом Гёте. Образ Ивана — дальнейшее развитие в творчестве Достоевского героя-бунтаря, исповедующего атеистические убеждения, призывающего к пересмотру существующих нравственных устоев. «Не Бога я не принимаю, Алеша, а только билет Ему почтительнейше возвращаю» — говорит он в главе «Бунт» (Кн. 5, Гл. 4). Его образ окружён загадочностью. Рос в приёмной семье угрюмым мальчиком, в раннем возрасте обнаружил хорошие способности. Учился в университете естественным наукам, сам содержал себя грошовыми уроками и журнальной работой.
По мнению старшего брата, «Иван — могила». Алёша же говорит прямо: «Иван — загадка». Поведение Ивана непонятно и двусмысленно: будучи атеистом, он пишет работу о теократическом устройстве общества.
Впрочем, о старшем, Иване, сообщу лишь то, что он рос каким-то угрюмым и закрывшимся сам в себе отроком, далеко не робким, но как бы ещё с десяти лет проникнувшим в то, что растут они все-таки в чужой семье и на чужих милостях и что отец у них какой-то такой, о котором даже и говорить стыдно, и проч., и проч. Этот мальчик очень скоро, чуть не в младенчестве (как передавали по крайней мере), стал обнаруживать какие-то необыкновенные и блестящие способности к учению. 

### Жизненная философия Ивана Карамазова
Иван Карамазов показан в романе как глубоко мыслящий человек, пытающийся найти ответы на так называемые «вечные» вопросы: ему «необходимо понять, где находятся источники добродетели и порока». Результаты его размышлений нередко (и не без оснований) формулируют в виде краткого тезиса: «Если Бога нет, все позволено», или «Если Бога нет, все дозволено»,—хотя, если подходить к делу буквально, в романе нет ни одной из этих фраз.
Взгляды Ивана первоначально (действие происходит в келье старца Зосимы) излагаются не им самим, а Петром Александровичем Миусовым:
– Вообще эту тему я опять прошу позволения оставить, – повторил Петр Александрович, – а вместо того я вам расскажу, господа, другой анекдот о самом Иване Федоровиче, интереснейший и характернейший. Не далее как дней пять тому назад <…> он торжественно заявил в споре, что на всей земле нет решительно ничего такого, что бы заставляло людей любить себе подобных <…> и что если есть и была до сих пор любовь на земле, то не от закона естественного, а единственно потому, что люди веровали в своё бессмертие.
– Неужели вы действительно такого убеждения о последствиях иссякновения у людей веры в бессмертие души их? – спросил вдруг старец Ивана Федоровича.
– Да, я это утверждал. Нет добродетели, если нет бессмертия.
– Блаженны вы, коли так веруете, или уже очень несчастны!
– Почему несчастен? – улыбнулся Иван Федорович.
– Потому что, по всей вероятности, не веруете сами ни в бессмертие вашей души, ни даже в то, что написали о церкви и о церковном вопросе.
Продолжая излагать взгляды Ивана, рассказчик добавляет:
…уничтожьте в человечестве веру в своё бессмертие, в нем тотчас же иссякнет не только любовь, но и всякая живая сила, чтобы продолжать мировую жизнь. Мало того: тогда ничего уже не будет безнравственного, все будет позволено…
Иван Карамазов не только не опровергает рассказчика. Отвечая на вопрос старца Зосимы, он вполне подтверждает сказанное Миусовым, и такое рода убеждение о последствиях неверия в бессмертие души становится для Ивана источником крайнего несчастья (см. врезку).

## История создания
В черновых набросках к роману Иван часто называется «Учёным» или «Убийцей». По мнению филолога Кийко, на ранних этапах работы над романом Достоевский планировал, что преступником окажется Иван. В этом случае сюжет романа повторил бы реальную историю Ильинского, ошибочно осуждённого в Тобольске за аналогичное преступление. На этой стадии в черновиках ещё не упоминается Смердяков. В то же время, критик Аркадий Долинин полагал, что писатель мог иметь в виду «только нравственную вину героя-атеиста, с его теорией „всё дозволено“». Введение в роман Павла Смердякова, ставшего четвёртым братом, позволило «психологически и философски углубить характер» Ивана, так как для героя-«бунтаря» и атеиста убийство отца Смердяковым только усугубляет нравственную ответственность и вину.
Позже Достоевский пересмотрел сюжет романа, исключив из него соперничество между братьями, хотя Иван и любит невесту Дмитрия. Центральная «история покаяния» настоящего убийцы в реальности лишь косвенно отражена в романе в рассказе старца Зосимы и речи Ивана на суде. Кийко отмечает, что образ Ивана продолжает ряд героев-атеистов в произведениях писателя, к которым относятся Раскольников и Ставрогин. Как и Раскольников, Иван «не вынес» своей «идеи» и заболел горячкой.

## В событиях романа
Незадолго до событий, описываемых в романе, Иван вернулся к отцу и некоторое время живёт в его доме. За обеденным столом они с Фёдором неоднократно что-то обсуждают, причём из речей атеиста Ивана слуга Смердяков делает вывод, что «всё позволено», и можно убить Карамазова, хотя для самого Ивана убийство неприемлемо.
Фёдор Карамазов просит Ивана съездить в деревню уладить его дела. Перед отъездом Иван двусмысленно разговаривает со Смердяковым, и из этого разговора слуга делает вывод, что Иван не против убийства отца, поэтому и уезжает, чтобы его не подозревали.
После убийства Иван идёт к Смердякову и узнаёт, что это он убил Фёдора Карамазова. Однако из разговора со слугой Иван понимает, что сам подтолкнул его к этому, и поэтому в глазах Смердякова преступником является Иван. Он хочет сразу же сообщить в полицию, кто является убийцей, и признаться в своём участии. Но по пути спасает «мужичонку» и на время откладывает признание.
Ночью Иван «мечется между признанием и молчанием». В его снах появляется чёрт, который разрушает равновесие в его душе, вытаскивая наружу проблему «настоящего» и «фальшивого» «я». Иван понимает, что за его словами и поступками подсознательно был «еще один Иван».

## Характеристика
Исследователь русской литературы Кэнноскэ Накамура, многие годы занимавшийся изучением творчества Фёдора Михайловича Достоевского, охарактеризовал Ивана Карамазова как умного, но душевно слабого, с тёмным характером человека. Иван желает отцу смерти, но боится себе в этом признаться. Он любит «невесту» Дмитрия Катерину, но также не признаётся в этом. Иван боится познать свою душу, не способен к решительным действиям.
Жизнь Ивана — постоянный поиск оправданий, отмечает Накамура. Это заметно в сцене с замерзающим «мужичонкой», которого Иван тащит до полицейского участка, испытывая при этом «большое наслаждение», так как это помогает на время отвратиться от сути его души.
Образ Ивана всегда вызывал сочувствие у интеллигентов, потому что он типичен для интеллигенции, в нём есть характерные одиночество, неспособность радоваться совместной жизни, бесплодные речи, самооправдание, скрывающие его «мелкотравчатость и неприглядность».
После доверительного разговора с Алёшей в трактире Иван снова замыкается и не хочет откровений, так как для него подобная сердечность утомительна и тяжела. Иван не способен к состраданию, постоянно показывает своё интеллектуальное превосходство, охвачен неверием и раздражением.

### Ах, поехал Ванька в Питер
Ах, поехал Ванька в Питер,
Я не буду его ждать!
Филолог Моисей Альтман отмечает важность эпизода с пьяным мужиком и его песни из главы «Третье, и последнее, свидание со Смердяковым». Всего две строчки, повторяемые мужиком, заставили почувствовать Ивана «страшную к нему ненависть». Альтман объясняет этот эпизод тем, что Иван понимает, что в песне говорится про него. Он знал, что отца могут убить, но не остался сторожить его, а спешно уехал. Таким образом, в песне ему слышится «изобличающий голос народа», от которого он как бы стремится отделаться, толкая мужика в снег. Это подтверждается, когда в разговоре со Смердяковым тот прямо говорит, что убил Карамазова, у Ивана «прозвенело вдруг в его голове» начало той же самой песни. Третий раз та же песня упоминается уже самим Иваном на суде Дмитрия: "Ну, освободите же изверга… он гимн запел, это потому, что ему легко! Все равно, что
пьяная каналья загорланит, как «поехал Ванька в Питер…». По мнению Альтмана, такое повторение песни и сопоставление её с гимном происходит, так как она является «лейтмотивом душевного состояния Ивана после смерти Фёдора Карамазова».

### Кубок и листочки
В пятой книге «Pro и contra» литературовед Сергей Бочаров выделил два образа, «лейтмотивами проходящие сквозь разговор Ивана и Алёши». Одним из них является «кубок» Ивана, символизирующий «жажду жизни» во время внутренней борьбы. На создание этого образа, по мнению Бочарова, повлиял роман «Евгений Онегин». Другим — «клейкие весенние листочки» из пушкинского стихотворения «Ещё дуют холодные ветры..», явная пушкинская реминисценция.
«Кубок» Ивана, по мнению Бочарова, является отсылкой к «кубку жизни» из оды Фридриха Шиллера «К радости». Раньше в романе отрывок из этой оды произносит Дмитрий Карамазов, что как полагает Бочаров, символизирует передачу «кубка» от Дмитрия к Ивану, позволяя сопоставить персонажей. Если тема исповеди Дмитрия была «радость, несмотря ни на что», то у Ивана это уже «жажда жизни, несмотря ни на что». Иван начинает рассказывать про «кубок» «весело и с жаром», но сразу же замечает: «Впрочем, к тридцати годам, наверно, брошу кубок, хоть и не допью всего, и отойду… не знаю куда», что по мнению Бочарова, напоминает завершающие стихи «Евгения Онегина».
«Клейкие листочки», по мнению Бочарова, изначально имеют «то же значение, что и жизненный кубок»: «непосредственно-убедительный образ жизни, которая дорога, несмотря ни на что». Сам Иван называет свою позицию жажды жизни без веры в жизнь «ахинеей». Его восхищение клейкими листочками может выглядеть отражением молодых сил, но на самом деле это взгляд человека, не в состоянии радоваться приходу весны и «незамутнённо восхищаться жизни».
Принятие жизни, как жажды существования, символами которого стали «кубок» и «клейкие листочки», и одновременно с этим неприятие «мира божьего» определяют экзистенциалистский тезис Ивана, полагает Бочаров.

### Бунт
«Страстный монолог» Ивана Карамазова в пятой книге «Pro и contra», по мнению Евгения Семенова, «по праву» может считаться кульминационным эпизодом всего романа. Критик отмечает, что внутреннее содержание исповеди, в которой Иван восстаёт против «бессмысленных человеческих страданий», убеждая себя в «абсурдном характере человеческой истории», недостаточно прояснено.
Литературный критик Василий Розанов воспользовался методом «абстрактно-рационалистической интерпретации идейных построений персонажа», рассматривая идеологическую составляющую отдельно от художественной. В результате такого подхода выделяется христианско-богословская или морально-этическая проблематика. В отрыве от сюжета Розанов отметил только ряд «отвлечённых сентенций морально-этического порядка». Советский литературовед и критик Владимир Ермилов в высказываниях персонажа, в первую очередь, выделил «сильное наступление на религиозную мораль, оправдывающую примирение со страданиями человечества». Глава «Бунт», по его мнению, органически не вписывается в роман, и сам Достоевский после неё «в испуге пытался погасить мятежный протест героя». Причастность Ивана к смерти отца, по мнению Ермилова, является лишь средством его «моральной дискредитации» автором, так как логически исправить бунт Ивана против бога уже не было возможности.

Семенов отметил в романе две стороны поэтики Достоевского: отсутствие «чистых», формально правильных идей и некоторый символический, универсальный смысл в каждом поступке героев, наиболее значимые из которых пытаются реализовать свою «идею». До своего монолога Иван Карамазов только наблюдал развитие трагедии в семье. В главе «Бунт» он «в исступленно-взволнованной» речи передает всю свою ненависть к «порядку вещей», мирозданию и «творцу»: 
«... Представь, говорит он, обращаясь к брату Алеше, что это ты сам возводишь здание судьбы человеческой с целью в финале осчастливить людей, дать им наконец мир и покой, но для этого необходимо и неминуемо предстояло бы замучить вceгo лишь одно только крохотное созданьице, вот того самого ребеночка, бившего себя кулачонком в грудь, и на неотомщенных слезках его основать это здание, согласился ли бы ты быть архитектором на этих условиях скажи и не лги!»
В первую очередь, по мнению Семенова, Иван Карамазов восстаёт против гармонии, потому что та не стоит страданий невинных людей. Однако, при более пристальном взгляде, отмечает критик, становится ясно, что больше всего Ивана беспокоит тот факт, что жертвы пассивны, а значит безнравственны. Герой протестует против «падающей на голову» людям гармонии, как не зависящего от их воли насильственного благодеяния «сверху». Иван считает, что от поступков человека наступление общей гармонии не изменится, и отрицает господство над человеком «бездушных, мертвящих жизнь сил, лишающих личность инициативы и ответственности». Однако, в силу природы персонажа, его отрицание перерастает в сомнение относительно «внутренней объективной нормы» исторического развития. Сострадание к угнетенному народу, с которым отождествляется для него младенец, переходит в ощущение презрения к пассивным «смердам». Иван презирает борьбу, выраженную в противостоянии его отца и брата Дмитрия, и не способен увидеть смысл в «стихийной смене» старого новым. Вместо презираемого им чувственного мира герой выбирает «холодный рассудок» и стремится устранить «всякий активно-избыточный момент» в своём действии. Тем не менее, Семенов подчёркивает, что «неучастие» Ивана — всего лишь «рефлекс подавленного желания навязать миру свою волю», «непомерное и безусловное требование „субъективности“», искаженно представляющее собой стремление к исторической справедливости, не умещающейся в его картине мира.
Виктор Гюго стал одним из идейных противников, с которыми Достоевский вёл полемический диалог при создании романа. Так, в черновиках главы «Бунт» Иван Карамазов упоминает Людовика XVII, подкрепляя свои доводы примерами из Французской революции. В изданном варианте этих фрагментов не оказалось, но скрытая полемика с Гюго сохранилась в вопросе Ивана о допустимости всеобщего счастья ценой смерти ребёнка, так как Гюго полагал, что смерть малолетнего Людовика XVII была оправдана целью благоденствия французского народа. Иван восстаёт против гармонии, если ценой являются страдания, не понимает, «как можно любить своих ближних», постоянно находится в поисках истины. Незавершённость мировоззрения персонажа использовалась Достоевским для выражения близких ему самому идей. Так, речь о страданиях детей Ивана фактически повторяет то, что ранее писал сам Достоевский в «Дневнике писателя». Однако, в целом, Иван предстаёт как идейный антипод Достоевского, исказивший религию, сделав бога ответственным за дела людей.
Молдавский литературовед Рита Клейман отметила, что одним из основных приёмов в творчестве Достоевского, при помощи которого писатель передавал образ мироздания, было соотнесение «бесконечно большого абстрактного понятия с предельно конкретной, нарочито прозаической или ничтожно малой деталью». В «Братьях Карамазовых» это сопоставление выполнено при помощи антитезы, являющейся бальзаковской реминисценцией, когда Иван противопоставляет мировую гармонию, символизирующую мироздание, и слезинку ребёнка. У Бальзака в романе «Отец Горио» приобретение миллиона противопоставляется смерти китайского мандарина. У Достоевского в романе «Преступление и наказание» счастье нескольких людей противопоставляется смерти «гнусной старушонки», в речи о Пушкине счастье человечества противопоставляется смерти «честного старичка». В «Братьях Карамазовых» антитеза доведена до максимальной остроты, представляя слезинку ребёнка и вселенскую гармонию как ценности одного порядка.

### Детский вопрос
Филолог Пётр Бекедин охарактеризовал гуманизм Достоевского, как гуманизм надрыва или крайний гуманизм, так как писатель всегда ставил этот вопрос «ребром». В разговоре с Алёшей в главе «Бунт» Иван произносит слова, являющиеся «квинтэссенцией взглядов» самого писателя. В этом трактате о детях просматриваются все основные грани гуманизма Достоевского.
Вопрос о детях, которые «пока ещё ни в чём ни виноваты», Иван заводит «как будто невзначай», но быстро выясняется, что материал для подобной беседы он собирал на протяжении длительного времени. Он обращается к младшему брату: «Подивись на меня, Алёша, я тоже ужасно люблю деточек, — говорит Иван, добавляя при этом: — И заметь себе, жестокие люди, страстные, плотоядные, карамазовцы, иногда очень любят детей. Дети, пока дети, до семи лет например, страшно отстоят от людей: совсем будто другое существо и с другой природой».
Несмотря на то, что Ивана нельзя назвать героем с горячим сердцем, оно у него «разрывается от слёз ребёнка». При этом Иван думает обо всех детях сразу, не только русских, приводя примеры злодеяний турок в Болгарии. Иван сознательно сужает вопрос о страдании человечества вообще до страданий детей, замечая, что это уменьшит его аргументацию в несколько раз. После чего он «пускается в психологическую атаку» на Алёшу с целью проверить свои взгляды. Иван любит детей «до истеричности, до самоистязания», в его речи слышны гнев и проклятия. «Да ведь весь мир познания не стоит тогда этих слезок ребёночка к боженьке»; «если все должны страдать, чтобы страданием купить
вечную гармонию, то при чём тут дети» — спрашивает он брата.
— Бунт? Я бы не хотел от тебя такого слова, — проникновенно сказал Иван. — Можно ли жить бунтом, а я хочу жить. Скажи мне сам прямо, я зову тебя — отвечай: представь, что это ты сам возводишь здание судьбы человеческой с целью в финале осчастливить людей, дать им наконец мир и покой, но для этого необходимо и неминуемо предстояло бы замучить всего лишь одно только крохотное созданьице, вот того самого ребеночка, бившего себя кулачонком в грудь, и на неотомщенных слезках его основать это здание, согласился ли бы ты быть архитектором на этих условиях, скажи и не лги!
 
— Нет, не согласился бы, — тихо проговорил Алеша.

— И можешь ли ты допустить идею, что люди, для которых ты строишь, согласились бы сами принять свое счастие на неоправданной крови маленького замученного, а приняв, остаться навеки счастливыми?
— Нет, не могу допустить
Иван готов отказаться от высшей гармонии и всемирного счастья, если они достигаются слезами и унижением. «Не стоит она (мировая гармония) слезинки хотя бы одного только того замученного ребёнка <…> Не стоит потому, что слезки eгo остались неискупленными. Они должны быть искуплены, иначе не может быть и гармонии» — решительно заявляет Иван. Этот персонаж Достоевского не готов мириться с гармонией на крови и слезах, предпочитая оставаться в существующем мире, напоминающем о необходимости постоянного совершенствования. Дети в его речи выступают мерилом всего, кем они и являлись для автора романа.
Итогом разговора становится отрицательный ответ Алеши на возможность существования гармонии и истины, достигнутых при помощи детоубийства, что полностью совпадает с мыслями самого Ивана. В этот момент предельно заостряется постановка вопроса о гуманизме: одна слезинка ребёнка противопоставляется мировой гармонии. При этом Достоевский не даёт ответа, что делать с существующим в мире страданием детей, есть ли выход из уже сложившегося положения.

### Великий инквизитор
Среди литературных и исторических источников поэмы «Великий инквизитор» исследователи творчества Достоевского называли драму «Дон Карлос» Фридриха Шиллера, книгу «Опыты» Мишеля де Монтеня, «Жизнь Иисуса» Давида Штрауса, стихотворение «Исповедь королевы» Аполлона Майкова, произведения Вольтера и Виктора Гюго, пьесу «Каменный гость» Александра Пушкина, роман «Мельмот Скиталец» Чарльза Метьюрина, «История царствования Филиппа II, короля испанского» Уильяма Прескотта, картины испанских художников Эль Греко и Диего Веласкеса, немецкого художника Альбрехта Дюрера. Литературовед Георгий Фридлендер заметил, что оценка «римского католицизма» как идеи «всемирной государственной власти церкви» впервые у Достоевского появляется в высказываниях князя Мышкина из романа «Идиот».
В «Легенде» исследователи выделяют три основных момента: кадр повествования, представляющий собой случайное место встречи братьев, кадр легенды, в котором описывается Испания периода Инквизиции и монолог Великого Инквизитора.
Литературовед Всеволод Багно к списку произведений, повлиявших на кадр легенды, добавил повесть «Таинственный жид» Бартоломео де Окампо, опубликованную в «Московском телеграфе» в 1830 году. По сюжету повести, в Испании XVI века появляется Иисус Христос, которого все сразу узнают, но не называют имени. Его чудеса привлекают инквизицию, которая заключает его в темницу. Великий инквизитор называет его еретиком и приказывает сжечь. Но после озвучивания приговора Великий инквизитор умирает, а незнакомец исчезает. Достоевский видел «высшую художественную правду» в том, что люди не смели назвать имя Христа, поэтому в своём романе вводит его сходным образом: «Он появляется тихо, незаметно, и вот все — странно это — узнают его. Это могло бы быть одним из лучших мест поэмы, то есть почему именно узнают его». Багно обращает внимание на то, что Достоевский был знаком с легендой об Агасфере, легендарном персонаже, по преданию обреченном скитаться из века в век по земле до второго пришествия Христа. Именно о нём идёт речь в повести Окампо, и именно образ свидетеля того, насколько искажено учение Христа, мог представлять интерес для Достоевского. Выбор Севильи в качестве места действия в романе, таким образом, мог быть подсказан местом нахождения Великого инквизитора в повести. Достоевский в своей поэме о Великом инквизиторе вступает в полемику с авторами, использовавшими мотивы легенды об Агасфере, который чудесным образом мог только убивать преступников. Герой Достоевского пришёл в мир «любить и сострадать», проявляя «милосердие и высоту самого Христа». Наиболее характерным эпизодом полемического переосмысления стало воскрешение ребёнка.
На отдельные черты образа Великого инквизитора и его философию, по мнению Всеволода Багно, в значительной степени повлияла трагедия Александра Пушкина «Моцарт и Сальери», за героями которой Достоевский, несомненно, рассмотрел «великие обобщения, контуры большого философского замысла». Смысл своего существования Великий инквизитор в «Братьях Карамазовых» видит в том, чтобы делать людей счастливыми, в то время как появление Христа может всё испортить, по его мнению. Аналогично, Сальери в своём монологе выражает готовность к самопожертвованию ради музыки, а появление Моцарта рушит созданную им гармонию. Оба персонажа убеждены, что «…нет правды на земле, но правды нет и выше», и поэтому они должны взять на себя ответственность и установить эту правду: «ради Музыки отравить гения музыки, ради Человечества сжечь Сына Человеческого». Достоевский использует развитую Пушкиным психологическую ситуацию, когда герои убеждают себя, что за совершаемыми ими преступлениями стоят высокие психологические соображения или высокие страсти. Сальери убеждает себя в том, что гениальная музыка Моцарта вредна для искусства, так как никто потом не сможет творить на той же высоте, что означает отсутствие подъёма искусства. Великий инквизитор, аналогично, приходит к убеждению, что Христос будет «мешать» церкви, так как «люди не способны подняться до его идеалов». Багно отмечает, что проблематика настолько совпадает, что это не может быть случайным совпадением.

### Участие в смерти отца
По мнению Семенова, причастность Ивана к смерти Фёдора Карамазова во многом обусловлена скрытой «волей к власти» и стремлением проверить идею, что «если бога нет, всё позволено», а также благоприятными для проведения испытания обстоятельствами. В мечтах Ивана, контроль над волей другого человека и особые обстоятельства, как отмечает Семенов, могут позволить «подчинить себе результат целого». Ивана волнует проблема «торжества грубой необходимости» в мире и неспособности человека ей противиться. Видя, чем может завершиться конфликт Дмитрия с отцом, Иван готов пойти на «отчаянно-смелый» эксперимент: не прилагая воли к преступлению, он окажется в начале его причинной цепи, став «как бы творцом всей цепи» причин, «поглотивших свободную волю человека». Таким образом, он докажет сам себе торжество сознающей себя воли. В изъятии у массы людей свободной воли Иван Карамазов видел выход из исторического тупика. Однако, Дмитрий так и не убивает отца, что ломает весь эксперимент и делает уже самого Ивана «объектом манипуляции ничтожного Смердякова». Семенов отмечает, что на примере Ивана в романе Достоевский изобразил трагедию молодого поколения, несогласного с текущим порядком и протестующего против «нравственной и социальной безответственности», однако, в итоге «смыкающегося в презрении к народу», стремящегося завладеть его волей.

### Черт. Кошмар Ивана Федоровича
Профессор Сорбонны, исследователь Достоевского Жак Катто отметил, что писатель в своём творчестве стремился путём концентрации, акселерации или реже задержки выделить реальный момент, в котором нет места условностям, и проявляется реальная свобода героя. При этом создаётся некоторое экспериментальное литературное пространство, в котором Достоевский сталкивал героев с их двойниками. Таким двойником для Ивана Карамазова, по мнению исследователя, выступил чёрт.
Исследователями отмечалось, что при работе над образом черта Достоевский опирался на западную и русскую литературную традиции, в частности писателю были близки некоторые особенности творчества Эдгара По. Филолог Евгения Кийко приводит отзыв Достоевского об американском писателе: «Эдгар По только допускает внешнюю возможность неестественного события <…> и, допустив это событие, во всём остальном совершенно верен действительности. <…> в его способности воображения есть такая особенность <…> это сила подробностей <…> в повестях По вы до такой степени ярко видите все подробности представленного вам образа или события, что наконец как будто убеждаетесь в его возможности, действительности, тогда как событие это или почти совсем невозможно или ещё никогда не случалось на свете». Глава «Черт. Кошмар Ивана Федоровича», по мнению критика, подтверждает, что Достоевский пользовался подобными художественными приёмами изображения фантастического.
До «Братьев Карамазовых», работая над эпизодом о странностях и особенностях сновидений в одном из рассказов, Достоевский писал на полях: «У Эдгара По». Задумывая главу о черте, Достоевский, по мнению Кийко, тоже мог вспомнить аналогичные эпизоды у американского писателя. Фёдор Михайлович попытался объяснить фантастическое событие с медицинской, научной точки зрения, что соответствовало духу времени и творчеству По. «… я давно уже справлялся с мнением докторов (и не одного). Они утверждают, что не только подобные кошмары, но и галлюцинации перед „белой горячкой“ возможны. Мой герой, конечно, видит и галлюцинации, но смешивает их с своими кошмарами. Тут не только физическая (болезненная) черта, когда человек начинает временами терять различие между реальным и призрачным (что почти с каждым человеком, хоть раз в жизни, случалось), но и душевная, совпадающая с xapaктером героя: отрицая реальность призрака, он, когда исчез призрак, стоит за его реальность» — писал Достоевский издателям.
При работе над главой Достоевский уделил большое внимание «реалистичности» Сатаны, который должен был быть «верен действительности», по определению писателя, а также передаче «всех подробностей», как и фантастические образы в рассказах Эдгара По. «Сатана входит и садится (седой старик, бородавки). <…> Либеральничает по-нашему. Кончает патетически <…> Сатана Ивану: „Ведь ты веришь, что я есть“ <…> Выходя, сатана ищет платок. <…> Сатана иногда покашливал (реализм,
бородавка)» — писал Достоевский в заметках к созданию главы. При этом отдельные фрагменты черновых заметок, которые могли испортить «реальность» Сатаны не были использованы при написании романа. Образ Сатаны детально прописан вплоть до таких подробностей, как дважды привитая оспа и лечение от ревматизма.

## Прототип
По мнению филолога Моисея Альтмана, прототипами Ивана Карамазова послужили «ранний друг Достоевского» Иван Шидловский и философ Владимир Соловьёв.

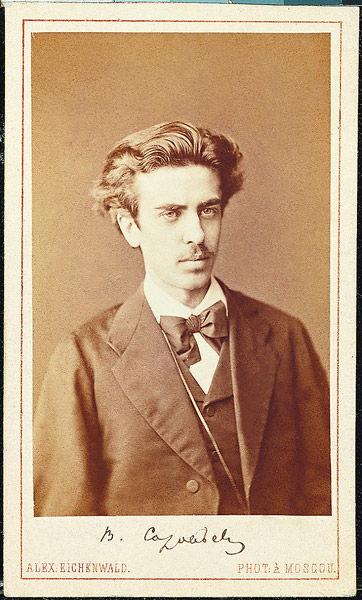
Владимир Соловьёв — один из прообразов Ивана Карамазова

Достоевский подчёркивал важность дружбы с Иваном Шидловским, основные характерные особенности которого можно обнаружить в одном из братьев Карамазовых. Так, обращаясь к собиравшемуся писать статью о Достоевском Всеволоду Соловьёву, писатель просит: «Непременно упомяните в вашей статье о Шидловском… ради бога, голубчик, упомяните, — это был для меня большой человек». Литературовед и критик Аркадий Долинин соглашался с этим вариантом прототипа. Изучая деятельность и психологические портреты персонажа и прототипа, Альтман отмечает, что Шидловский так же, как и Иван Карамазов, занимался историей церкви и имел весьма противоречивую натуру, особенно в религиозных вопросах, где его искренняя вера периодически сменялась временным скептицизмом. Кроме того, для Шидловского приверженность к романтизму «выражалась в культе шиллеровской поэзии», фрагмент которой случается цитировать и Карамазову. Исходя из этих признаков и характерного для Достоевского использования имён прототипов, Альтман отметил, что сознательно или бессознательно писатель использовал в качестве прототипа Ивана Шидловского.
В то же время известно утверждение жены Достоевского, Анны Григорьевны, что прототипом Ивана послужил философ Владимир Соловьёв. Однако, по мнению Альтмана, из-за «почти тождественности» Шидловского и Соловьёва в восприятии Достоевского, это только подтверждает версию с Шидловским. По словам жены писателя, Достоевский однажды объяснил Соловьёву причину своей привязанности к философу: «Вы чрезвычайно напоминаете мне одного человека, некоего Шидловского, имевшего на меня в моей юности громадное влияние. Вы до того похожи на него лицом и характером, что подчас мне кажется, что душа его переселилась в вас».
Филолог Евгения Кийко отметила «генетическую связь» Ивана Карамазова с Родионом Раскольниковым из романа Достоевского «Преступление и наказание», Ипполитом Терентьевым из романа «Идиот» и Николаем Ставрогиным из романа «Бесы». Также, по её мнению, на формирование образа значительное влияние оказал «молодой человек» из «революционно-народнического» кружка Дергачева в романе «Подросток». Персонаж появлялся в черновиках романа, представляя собой «самого ярого социалиста», но выдвигая нравственный критерий для решения общественных проблем, противопоставляя его революционному террору Виктора Гюго. Литературовед Георгий Фридлендер также отметил «генетическую связь» Ивана с Ипполитом Терентьевым из романа «Идиот», как характерных образов «мыслителя» и «бунтаря»

## Экранизации
- 1958 — Ричард Бейсхарт в фильме «Братья Карамазовы»
- 1969 — Кирилл Лавров в фильме «Братья Карамазовы»
- 2008 — Анатолий Белый в многосерийном фильме «Братья Карамазовы»